# Crazy Elephant
I Crazy Elephant sono stati un gruppo musicale statunitense di genere bubblegum pop. Il loro unico successo è il singolo Gimme Gimme Good Lovin' (1969), entrato nelle classifiche britanniche e statunitensi.

## Formazione
- Robert Spencer – voce
- Kenny Cohen – flauto, sassofono, voce
- Bob Avery – batteria
- Larry Laufer – tastiera, voce
- Hal King – voce
- Ronnie Bretone – basso

## Discografia

### Album in studio
- 1969 – Crazy Elephant

### Singoli
- 1969 – Gimme Gimme Good Lovin'
- 1969 – Sunshine, Red Wine
- 1969 – Gimme Some More
- 1969 – There's a Better Day a Comin' (Na, Na, Na, Na)
- 1970 – There Ain't No Umbopo